# Eugène Crépet

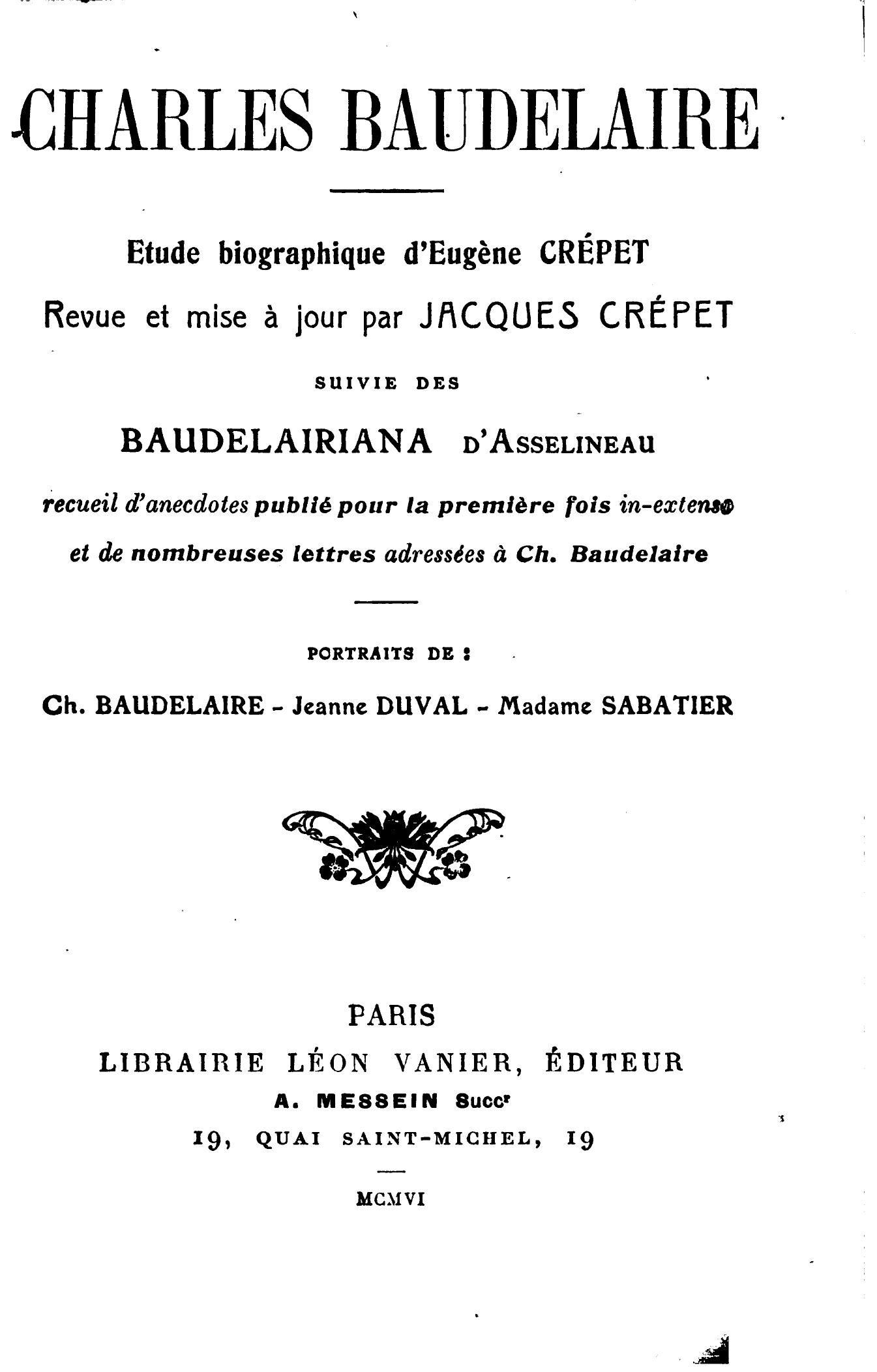
Étude biographique de C. Baudelaire par E. Crépet et mis à jour par J. Crépet.

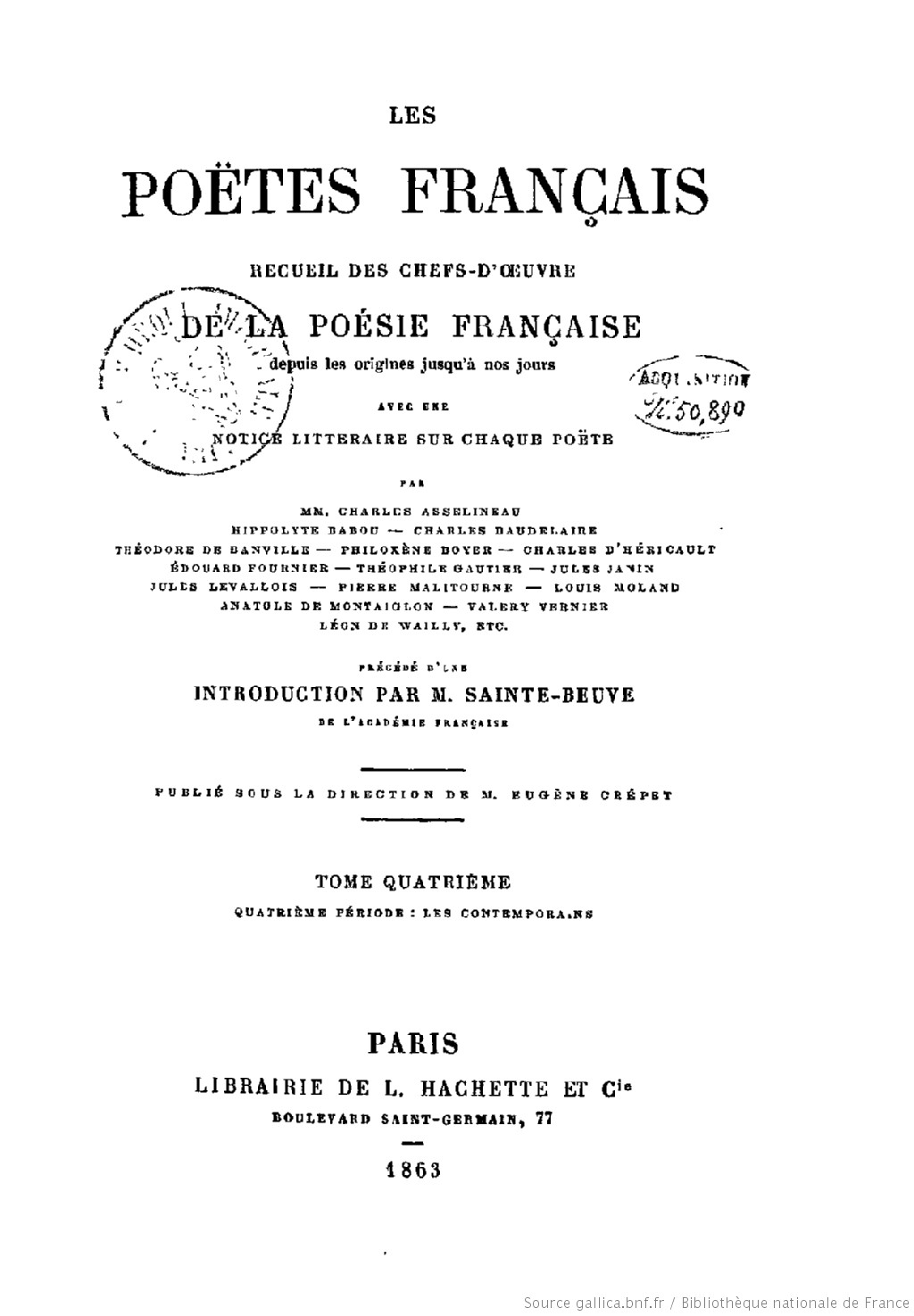
Les Poëtes français, recueil de poèmes par Eugène Crépet (1863).

Eugène Crépet, né le 4 mars 1827 à Dieppe et mort le 8 janvier 1892 à Paris, est un critique littéraire, romaniste, autobiographe, bibliographe, préfacier, sous-préfet et ami de Charles Baudelaire. Eugène Crepet fut collaborateur de plusieurs revues, dont La Revue moderne. Il est l'auteur d’une anthologie des poètes français. Il entretint une correspondance avec Gustave Flaubert et l’aida dans ses recherches pour Salammbô à propos de la reproduction d’une simple mosaïque punique (1857).

## Biographie
Eugène Crépet était un ami et admirateur de Charles Baudelaire. Il fut un spécialiste incontesté de Baudelaire. Charles Baudelaire étant mort en 1867. Il fallut attendre 1887 pour qu'Eugène Crépet, disposant de nombreux documents, mît au jour de précieux inédits, les Journaux intimes et des correspondances, le tout précédé d'une étude biographique où il précisait le portrait psychologique du poète. Eugène Crépet maîtrisait aussi la littérature française du XIXe siècle et entreprit l'étude littéraire sur Baudelaire.
Eugène Crépet fut à l'origine de la publication des publications posthumes et notamment de la Correspondance de Charles Baudelaire. Cette correspondance épistolaire se compose de treize lettres autographes signées dont onze adressées à Narcisse Ancelle (1886) et deux à son épouse (1887) et (1888). Tous ces courriers furent prêtés par Narcisse Ancelle à Eugène Crépet, afin que ce dernier les étudie pour pouvoir préparer avec précision son ouvrage sur les poètes français[réf. nécessaire].
Eugène Crépet mis au jour et publia les billets et correspondance que Baudelaire adressa à Sainte-Beuve, à Poulet Malassis, à Alfred de Vigny ou à Gustave Flaubert.
De 1870 à 1871, Eugène Crépet fut sous-préfet du département de la Seine-Maritime en poste à Neufchâtel-en-Bray.
Eugène Crépet épousa Maria Garcia avec laquelle ils eurent trois enfants dont Jacques Crépet qui poursuivit le travail de recherche sur l'œuvre de Baudelaire.

## Publications
- Les Poëtes français, 4 tomes, du XIIe siècle au XIXe siècle, éditions Gide, Paris, 1861[7].
- Charles Baudelaire, Étude biographique d’Eugène Crépet, revue et mise à jour par Jacques Crépet, suivie des Baudelairiana d’Asselineau, Paris, Librairie Léon Vanier, 1906[8].
- Le Trésor épistolaire de la France: Choix des lettres les plus remarquables au point de vue littéraire, Paris, Éditions Hachette, Paris, 1865[9].

## Études littéraires
Robert Kopp, « Où en sont les études sur Baudelaire ? », Cahiers de l'Association internationale des études françaises, 41, 1989, p. 189–208.